# Лафаєтт (округ, Арканзас)
Шаблон:StateAbbr_ 33°15′51″ пн. ш. 93°35′34″ зх. д. / 33.264166666667° пн. ш. 93.592777777778° зх. д.
Округ Лафаєтт (англ. Lafayette County) — округ (графство) у штаті Арканзас. Ідентифікатор округу 05073.

## Історія
Округ утворений 1827 року.

## Демографія
За даними перепису
2000 року
загальне населення округу становило 8559 осіб, усе сільське.
Серед мешканців округу чоловіків було 4139, а жінок — 4420. В окрузі було 3434 домогосподарства, 2375 родин, які мешкали в 4560 будинках.
Середній розмір родини становив 3.
Віковий розподіл населення поданий у таблиці:
| Стать    | До 15 років | 15-21 | 22-29 | 30-39 | 40-49 | 50-65 | 65-85 | Понад 85 |
| -------- | ----------- | ----- | ----- | ----- | ----- | ----- | ----- | -------- |
| Чоловіки | 916         | 444   | 329   | 518   | 573   | 742   | 552   | 65       |
| Жінки    | 830         | 388   | 388   | 547   | 587   | 780   | 720   | 180      |

## Суміжні округи
- Гемпстед — північ
- Невада — північний схід
- Колумбія — схід
- Вебстер, Луїзіана — південний схід
- Боссьєр, Луїзіана — південь
- Каддо, Луїзіана — південний захід
- Міллер — захід

## Виноски
1. ↑  U.S. Decennial Census. United States Census Bureau. Архів оригіналу за 4 квітня 2018. Процитовано 27 серпня 2015.
2. ↑  Historical Census Browser. University of Virginia Library. Архів оригіналу за 11 серпня 2012. Процитовано 27 серпня 2015.
3. ↑  Forstall, Richard L., ред. (27 березня 1995). Population of Counties by Decennial Census: 1900 to 1990. United States Census Bureau. Архів оригіналу за 24 вересня 2015. Процитовано 27 серпня 2015.
4. ↑  Census 2000 PHC-T-4. Ranking Tables for Counties: 1990 and 2000 (PDF). United States Census Bureau. 2 квітня 2001. Архів оригіналу (PDF) за 18 грудня 2014. Процитовано 27 серпня 2015.
5. ↑  State & County QuickFacts. United States Census Bureau. Архів оригіналу за 7 червня 2011. Процитовано 23 травня 2014.(англ.) Наведено за англійською вікіпедією.
6. ↑  American FactFinder. Бюро перепису населення США. Архів оригіналу за 26 лютого 2012. Процитовано 31 січня 2008.

| США | Це незавершена стаття з географії США. Ви можете допомогти проєкту, виправивши або дописавши її. |